# Oscar Swahn
Oscar Swahn (20 de outubro de 1847, Município Tanum - 1 de maio de 1927) foi um atirador esportivo sueco que participou de três edições de Jogos Olímpicos e ganhou diversas medalhas.
Nos Jogos Olímpicos de Verão de 1908, em Londres, Swahn conquistou duas medalhas de ouro. Ele tinha 60 anos, apenas um ano mais jovem do que Joshua Millner, o medalhista de ouro mais antigo naquela época.
Quando os Jogos Olímpicos de 1912 chegaram em seu país natal, a Suécia, ele participou da competição por equipes. Aos 64 anos de idade, tornou-se o medalhista de ouro mais antigo, titulo que possui até hoje.
Com 72 anos de idade, ele era o mais velho atleta a competir nos Jogos Olímpicos de Verão de 1920. Na verdade, ele era o atleta mais velho  a competir na história das Olimpíadas. Seus melhores resultados foram nas competições da equipe: um quarto lugar no tiro único execução de veado, e um segundo lugar no concurso de tiro de casal de veado em execução. Com esta medalha de prata, ele é também o mais velho medalhista de todos os tempos (sem contar os competições de arte).
Swahn não competiu nos Jogos de 1924 por causa de uma doença.
Em todas as competições de equipe que Oscar Swahn entrou nos três Jogos Olímpicos de 1908, 1912 e 1920, ele foi acompanhado por seu filho Alfred Swahn, que também ganhou uma medalha de bronze, uma medalha de prata e duas medalhas de ouro em provas individuais.